# 전기 동력분산식 열차
전기 동력 분산식 열차(電氣動力分散式列車, 영어: electric multiple unit, EMU)는 전기를 이용한 동력 분산식 열차이다. 줄여서 ‘전동차’(電動車, 주로 단거리 도시 통근형) 또는 ‘전기 동차’(電氣動車, 주로 중·장거리 여객 수송형)라고 부르기도 한다.

## 분류
동력장치와 운전대가 있는 차를 제어전동차(制御電動車, motor-car with controller, Mc), 동력장치만 있고 운전대는 없는 차를 중간전동차(中間電動車, intermediate motor-car, M), 운전대만 있고 동력장치는 없는 차를 제어차(制御車, control car, Tc), 운전대도 동력장치도 없는 차를 부수차(附隨車, trailer, T)라고 한다. 그 밖에 집전장치가 설치된 동력차를 M', 보조전원장치(SIV)가 설치된 부수차를 T1 등으로 보다 상세히 나누기도 한다.

## 세계의 전기 동차

### 대한민국
대한민국의 전기 동력 분산식 열차로 우등형 전기 동차·공항철도 전동차·한국철도공사 311000호대 • 312000호대 전동차 등을 들 수 있다. 2009년 6월 1일에는 우등형 전기 동차 운행 중단 8년 만에 간선급 여객 전동차인 간선 전기 동차가 운행을 개시하였으며, 또한 최초의 국산화 틸팅열차인 한국형 틸팅열차가 개발되어 여러 간선구간에서 시운전을 진행하였다.
대한민국의 전기동차 운행현황(2025.1.1 기준) 편성기준으로 작성.
(취소선 : 운행 중지), (기울임꼴 : 도입예정)
| 형태                             | 종류                  | 비고                           | 사용 기간    | 생산량 | 잔존량 |
| -------------------------------- | --------------------- | ------------------------------ | ------------ | ------ | ------ |
| 고속형                           | KTX                   |                                | 1997~2034    | 920    | 920    |
| 고속형                           | KTX-산천              |                                | 2009~        | 710    | 709    |
| 고속형                           | KTX-이음              |                                | 2019.11~     | 198    | 114    |
| 고속형                           | KTX-청룡              |                                | 2024~        | 19     | 2      |
| 일반 간선형                      | EEC                   | 9900호대 전동차                | 1980~2001    | 20     | 0      |
| 일반 간선형                      | TEC                   | 200000호대 전동차 (누리로)     | 2008~        | 32     | 28     |
| 일반 간선형                      | TEC                   | 210000호대 전동차 (ITX-새마을) | 2013~        | 138    | 138    |
| 일반 간선형                      | TEC                   | 220000호대 전동차 (ITX-마음)   | 2023~        | 128    | 128    |
| 일반 간선형                      | 368000호대            | ITX-청춘                       | 2011~        | 64     | 64     |
| 일반 간선형                      | 인천공항철도 직통열차 | 1000호대(AREX)                 | 2006~        | 6      | 6      |
| 일반 간선형                      | A000호대              |                                | 2023~        | 120    | 120    |
| 한국철도공사 광역전철/도시철도형 | 1000호대              | 1세대                          | 1974.4~2004  | 41     | 0      |
| 한국철도공사 광역전철/도시철도형 | 1000호대              | 2세대                          | 1987~2017    | 32     | 0      |
| 한국철도공사 광역전철/도시철도형 | 1000호대              | 3세대                          | 1994~2020    | 12     | 0      |
| 한국철도공사 광역전철/도시철도형 | 1000호대              | 개조분                         | 1985~2006    | 9      | 0      |
| 한국철도공사 광역전철/도시철도형 | 3000호대              | 1세대                          | 1995~2024    | 27     | 0      |
| 한국철도공사 광역전철/도시철도형 | 3000호대              | 2세대                          | 2022~        | 8      | 8      |
| 한국철도공사 광역전철/도시철도형 | 3000호대              | 3세대                          | 2022~        | 8      | 8      |
| 한국철도공사 광역전철/도시철도형 | 311000호대            | 1세대                          | 1996~2028    | 41     | 6      |
| 한국철도공사 광역전철/도시철도형 | 311000호대            | 2세대                          | 2002~        | 24     | 24     |
| 한국철도공사 광역전철/도시철도형 | 311000호대            | 3세대                          | 2005~        | 29     | 28     |
| 한국철도공사 광역전철/도시철도형 | 311000호대            | 4세대                          | 2016~        | 9      | 9      |
| 한국철도공사 광역전철/도시철도형 | 311000호대            | 5세대                          | 2019~        | 12     | 12     |
| 한국철도공사 광역전철/도시철도형 | 311000호대            | 6세대                          | 2022~        | 41     | 41     |
| 한국철도공사 광역전철/도시철도형 | 319000호대            |                                | 1997~2020    | 10     | 8      |
| 한국철도공사 광역전철/도시철도형 | 321000호대            |                                | 2006~        | 21     | 20     |
| 한국철도공사 광역전철/도시철도형 | 331000호대            |                                | 2009~        | 28     | 28     |
| 한국철도공사 광역전철/도시철도형 | 341000호대            | 1세대                          | 1993~2023    | 25     | 0      |
| 한국철도공사 광역전철/도시철도형 | 341000호대            | 2세대                          | 1999~2024    | 5      | 0      |
| 한국철도공사 광역전철/도시철도형 | 341000호대            | 3세대                          | 2019~        | 7      | 7      |
| 한국철도공사 광역전철/도시철도형 | 341000호대            | 4세대                          | 2021~        | 23     | 23     |
| 한국철도공사 광역전철/도시철도형 | 351000호대            | 1세대                          | 1993~2024    | 22     | 0      |
| 한국철도공사 광역전철/도시철도형 | 351000호대            | 2세대                          | 2003~2028    | 6      | 6      |
| 한국철도공사 광역전철/도시철도형 | 351000호대            | 3세대 전기(前)                 | 2011~        | 27     | 27     |
| 한국철도공사 광역전철/도시철도형 | 351000호대            | 3세대 후기(後)                 | 2017~        | 6      | 6      |
| 한국철도공사 광역전철/도시철도형 | 351000호대            | 4세대 후기(後)                 | 2021~        | 22     | 22     |
| 한국철도공사 광역전철/도시철도형 | 361000호대            | 1세대                          | 2010~        | 15     | 14     |
| 한국철도공사 광역전철/도시철도형 | 361000호대            | 2세대                          | 2024         | 2      | 2      |
| 한국철도공사 광역전철/도시철도형 | 371000호대            |                                | 2016~        | 12     | 12     |
| 한국철도공사 광역전철/도시철도형 | 381000호대            | 1세대                          | 2016~        | 10     | 10     |
| 한국철도공사 광역전철/도시철도형 | 381000호대            | 2세대                          | 2018~        | 7      | 7      |
| 한국철도공사 광역전철/도시철도형 | 391000호대            | 1세대                          | 2017~        | 7      | 7      |
| 한국철도공사 광역전철/도시철도형 | 391000호대            | 2세대                          | 2021~        | 10     | 10     |
| 한국철도공사 광역전철/도시철도형 | 392000호대            |                                | 2023~        | 18     | 18     |
| 한국철도공사 광역전철/도시철도형 | 393000호대            |                                | 2025~        | 16     | 16     |
| 서울교통공사 도시철도형          | 1000호대 저항제어     | 미개조분                       | 1974.4~2002  | 16     | 0      |
| 서울교통공사 도시철도형          | 1000호대 저항제어     | 개조분                         | 1989.4~2028  | 6      | 6      |
| 서울교통공사 도시철도형          | 1000호대 VVVF         |                                | 1998.10~2029 | 10     | 10     |
| 서울교통공사 도시철도형          | 2000호대 저항제어     | 미개조분                       | 1980~2007    | 14     | 0      |
| 서울교통공사 도시철도형          | 2000호대 저항제어     | 개조분                         | 1990~2022    | 5      | 0      |
| 서울교통공사 도시철도형          | 2000호대 초퍼제어     | MELCO형 1차                    | 1983~2008    | 25     | 0      |
| 서울교통공사 도시철도형          | 2000호대 초퍼제어     | MELCO형 2,3차                  | 1989~2020    | 14     | 0      |
| 서울교통공사 도시철도형          | 2000호대 초퍼제어     | MELCO형 개조분                 | 1990~2020    | 8      | 0      |
| 서울교통공사 도시철도형          | 2000호대 초퍼제어     | GEC형 1차                      | 1983~2009    | 15     | 0      |
| 서울교통공사 도시철도형          | 2000호대 초퍼제어     | GEC형 3,4호선 이적분           | 1985~2020    | 17     | 0      |
| 서울교통공사 도시철도형          | 2000호대 초퍼제어     | GEC형 2차                      | 1994~2020    | 3      | 0      |
| 서울교통공사 도시철도형          | 2000호대 초퍼제어     | GEC형 개조분                   | 1991~2020    | 5      | 0      |
| 서울교통공사 도시철도형          | 2000호대 VVVF         | 1세대                          | 2005.2~      | 84     | 84     |
| 서울교통공사 도시철도형          | 3000호대 초퍼제어     | 1차분                          | 1984~2010    | 42     | 0      |
| 서울교통공사 도시철도형          | 3000호대 초퍼제어     | 2차분                          | 1990~2022    | 6      | 0      |
| 서울교통공사 도시철도형          | 3000호대 초퍼제어     | 개조분                         | 1990~2022    | 9      | 0      |
| 서울교통공사 도시철도형          | 3000호대 VVVF         | 1세대                          | 2009~        | 49     | 49     |
| 서울교통공사 도시철도형          | 3000호대 VVVF         | 2세대                          | 2023~        | 15     | 15     |
| 서울교통공사 도시철도형          | 4000호대              | 1세대                          | 1993~2027    | 73     | 8      |
| 서울교통공사 도시철도형          | 4000호대              | 2세대                          | 2020~        | 52     | 34     |
| 서울교통공사 도시철도형          | 5000호대              | 1세대                          | 1994~        | 105    | 62     |
| 서울교통공사 도시철도형          | 5000호대              | 2세대                          | 2018~        | 80     | 29     |
| 서울교통공사 도시철도형          | 6000호대              |                                | 1999~        | 41     | 41     |
| 서울교통공사 도시철도형          | 7000호대              | 1세대                          | 1996~        | 89     | 2      |
| 서울교통공사 도시철도형          | 7000호대              | 2세대                          | 1999~2000    | 46     | 46     |
| 서울교통공사 도시철도형          | 8000호대              | 1세대                          | 1995~        | 29     | 29     |
| 서울교통공사 도시철도형          | 8000호대              | 2세대                          | 2023~        | 9      | 9      |
| 서울교통공사 도시철도형          | SR000호대             |                                | 2010~        | 7      | 7      |
| 서울시메트로 9호선 도시철도형    | 9000호대              |                                | 2008~        | 45     | 45     |
| 인천교통공사 도시철도형          | 1000호대              | 1세대                          | 1998~        | 34     | 34     |
| 인천교통공사 도시철도형          | 1000호대              | 2세대                          | 2025~        | 1      | 1      |
| 인천교통공사 경전철형            | 2000호대              | 1세대                          | 2012~        | 37     | 37     |
| 인천교통공사 경전철형            | 2000호대              | 2세대                          | 2021~        | 6      | 6      |
| 공항철도 광역철도형              | 1000호대              |                                | 2006~        | 6      | 6      |
| 공항철도 광역철도형              | 2000호대              |                                | 2005~        | 22     | 22     |
| 신분당선 도시&광역철도형         | D000호대              |                                | 2010~        | 23     | 23     |
| 우이신설 경전철형                | UL000호대             |                                | 2015~        | 18     | 18     |
| 의정부 경전철형                  | U100호대              |                                | 2012~        | 15     | 15     |
| 용인 경전철형                    | Y100호대              |                                | 2008~        | 30     | 30     |
| 김포골드라인 경전철형            | 1000호대              |                                | 2017~        | 26     | 26     |
| 부산교통공사 도시철도형          | 1000호대              | 1세대                          | 1984~2027    | 45     | 12     |
| 부산교통공사 도시철도형          | 1000호대              | 2세대                          | 2015~        | 19     | 19     |
| 부산교통공사 도시철도형          | 1000호대              | 3세대                          | 2024~        | 34     | 19     |
| 부산교통공사 도시철도형          | 2000호대              | 1세대                          | 1997~        | 56     | 51     |
| 부산교통공사 도시철도형          | 3000호대              |                                | 2004~        | 20     | 20     |
| 부산교통공사 경전철형            | 4000호대              |                                | 2008~        | 17     | 17     |
| 부산-김해경전철형                | 1000호대              | 1세대                          | 2009~        | 25     | 25     |
| 대구교통공사 도시철도형          | 1000호대              | 1세대                          | 1996~        | 36     | 34     |
| 대구교통공사 도시철도형          | 2000호대              |                                | 2004~        | 30     | 30     |
| 대구교통공사 경전철형            | 3000호대              | 모노레일 방식                  | 2015~        | 28     | 28     |
| 광주교통공사 도시철도형          | 1000호대              |                                | 2002~        | 23     | 23     |
| 대전교통공사 도시철도형          | 1000호대              |                                | 2004~        | 21     | 21     |
| 합계                             | 합계                  | 합계                           | 합계         | 1,803  |        |

### 일본
일본은 거의 대부분의 철도 회사가 전동차 혹은 디젤 동차를 주로 사용한다. 객차형 열차는 거의 없다.

## 사진

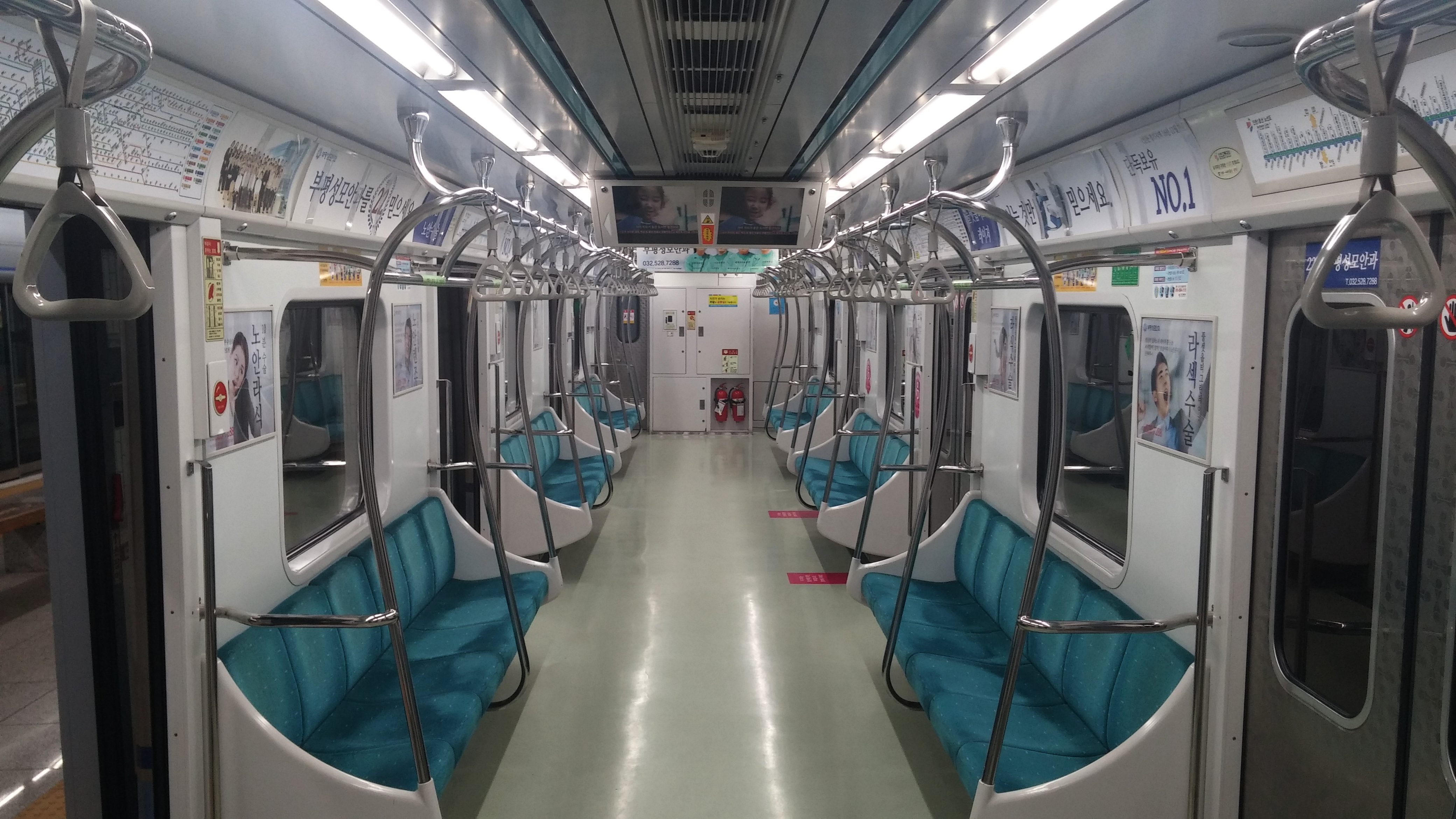
1127호 차량 실내 1
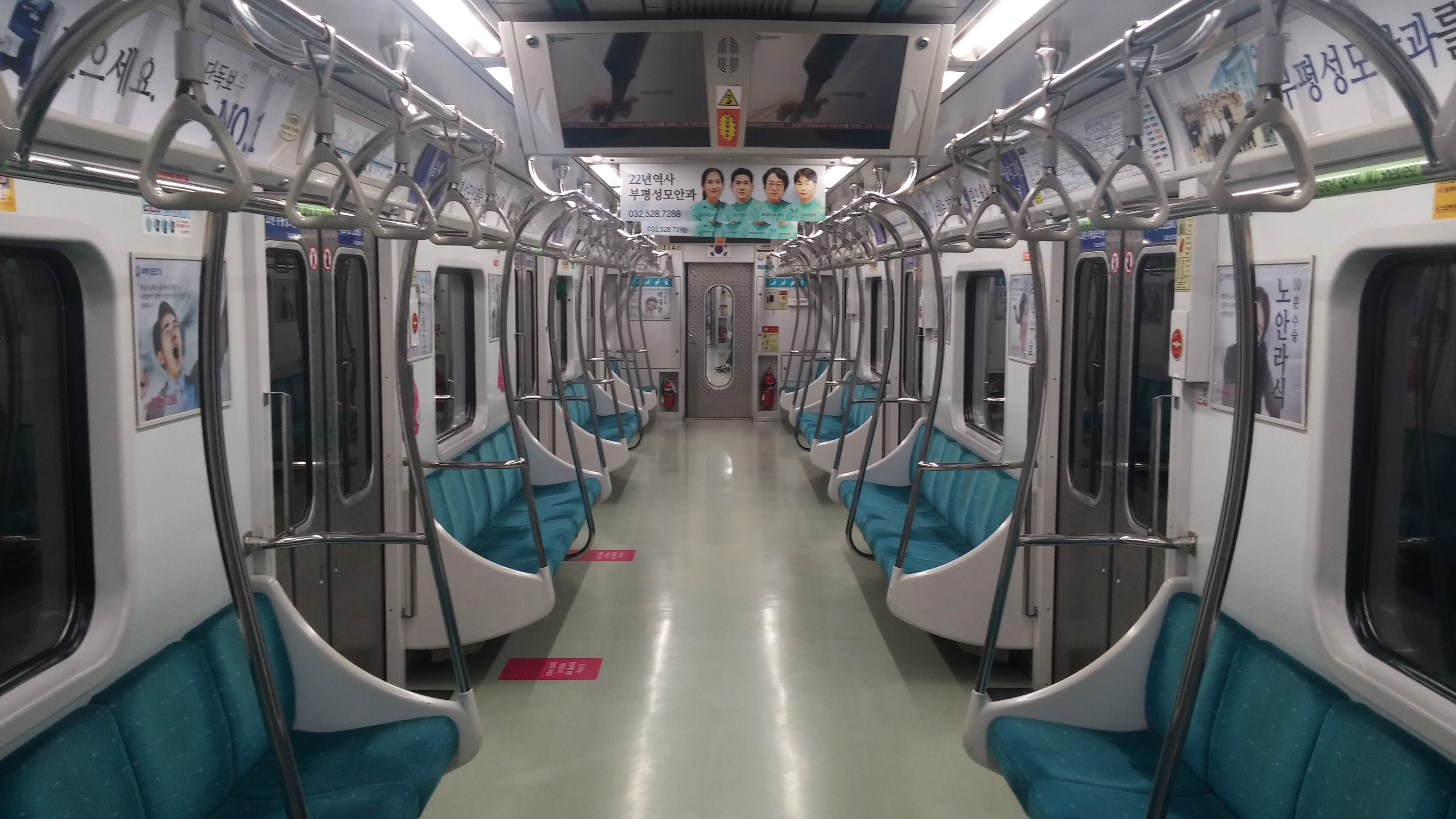
1127호 차량 실내 2
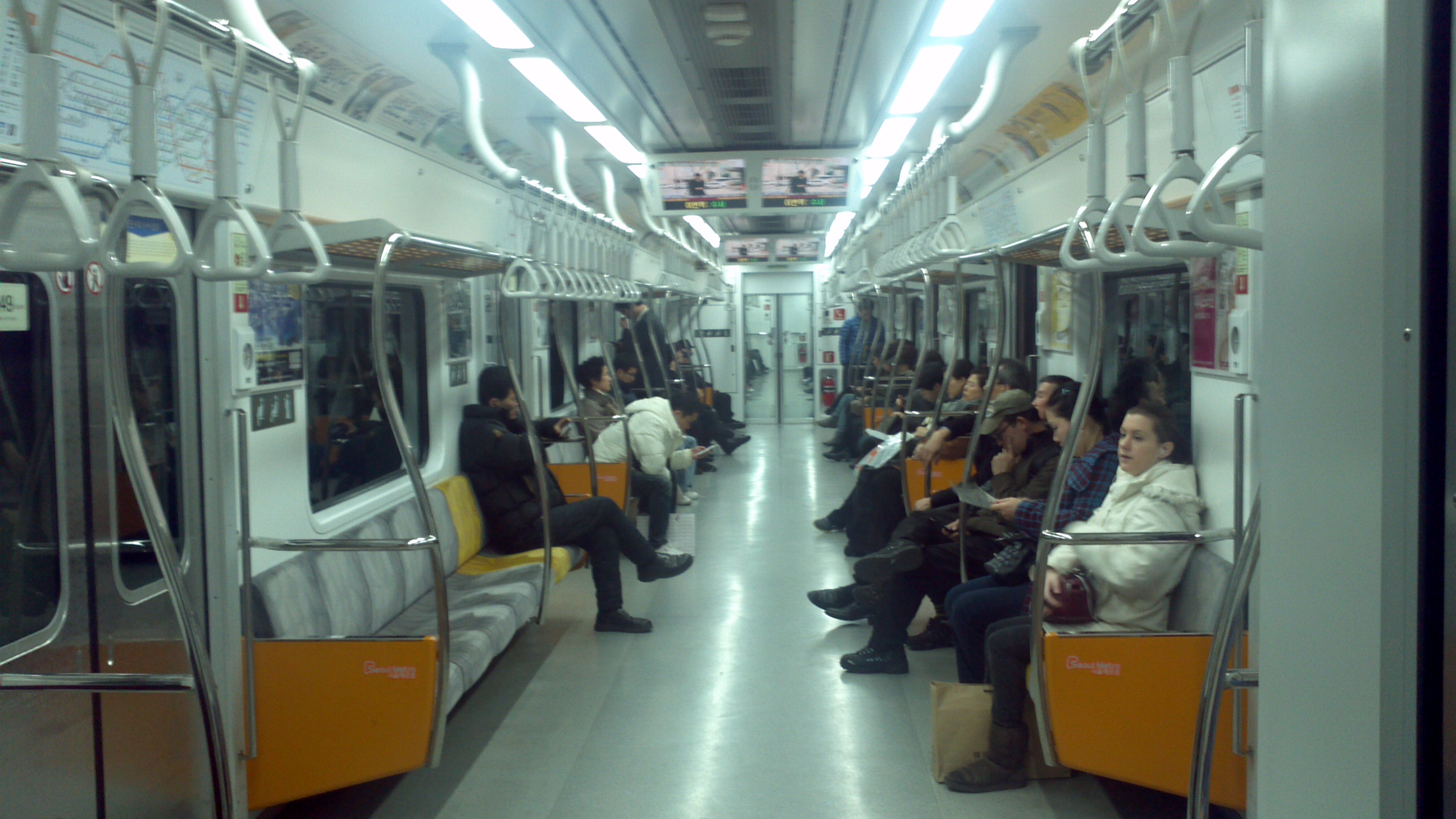
349편성 차량 실내 1
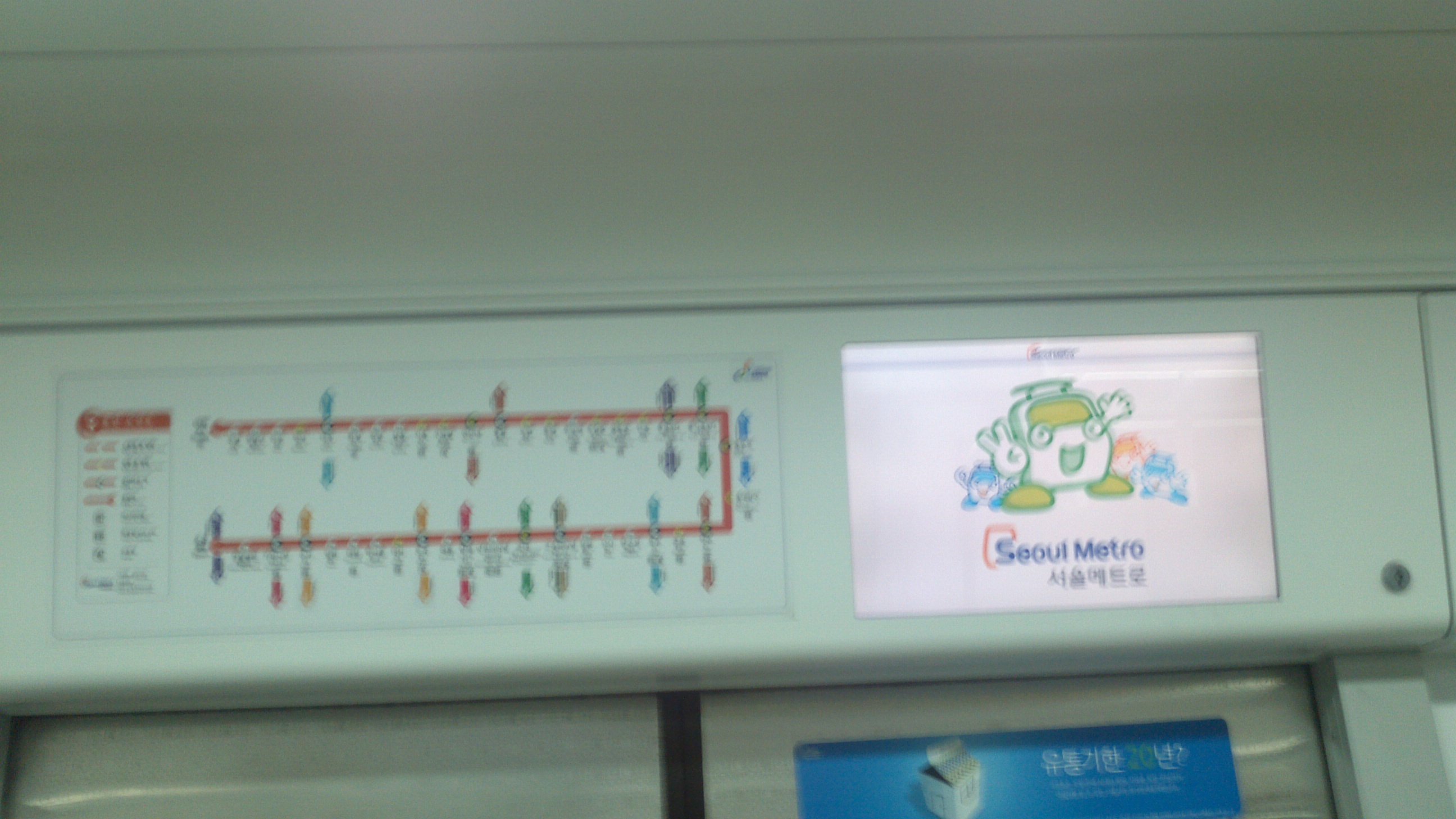
349편성 차량 실내 2

## 같이 보기
- 디젤 동력분산식 열차
- 동력분산식 열차
- 통근형 전동차
- 전기 기관차